# كينيدي بواتينغ (لاعب كرة قدم)
كينيدي بواتينغ (بالإنجليزية: Kennedy Boateng)‏ هو لاعب كرة قدم غاني في مركز الهجوم، ولد في 30 نوفمبر 1989 في سيكوندي تاكورادي في غانا. شارك مع منتخب غانا لكرة القدم. أما مع النوادي، فقد لعب مع نادي فاسلوي ونادي ميدياما ونادي ياغودينا ونادي يانغ أفريكانز.

## وصلات خارجية
- كينيدي بواتينغ على موقع ناشيونال فوتبول تيمز (الإنجليزية)